# Kabinett Otmar Hasler I
Das Kabinett Otmar Hasler I war vom 5. April 2001 bis zum 21. April 2005 die 20. amtende Regierung des Fürstentums Liechtenstein unter Vorsitz von Otmar Hasler in seiner ersten Amtszeit als Regierungschef.
Nach der Landtagswahl am 11. Februar 2001 bildete die Fortschrittliche Bürgerpartei (FBP) eine Alleinregierung, die im Landtag des Fürstentums Liechtenstein 13 der insgesamt 25 Sitze einnahm.
Für nach dem 18. März 1965 gebildete Regierungen gilt gemäss Artikel 79 der Verfassung des Fürstentums Liechtenstein, dass sie stets fünfköpfige Kollegialregierungen sind, bestehend aus einem Regierungschef als primus inter pares und vier Regierungsräten, von denen einer zum Regierungschef-Stellvertreter bestimmt wird. Aus jedem der beiden Landschaften Oberland und Unterland müssen wenigstens zwei Regierungsmitglieder kommen. Ernannt und entlassen werden sie vom Landesfürsten, die reguläre Amtsperiode beträgt vier Jahre.
Die Entlassung des Kabinetts Otmar Hasler I erfolgte durch Erbprinz Alois, der seit dem 16. August 2004 als Prinzregent für den Landesfürsten Hans-Adam II. fungiert.

## Kabinettsmitglieder
|                               | Bild                                             | Name             | Amtszeit                         | Landschaft | Ressort                                                             |
| Regierungschef                |                                                  |                  |                                  |            |                                                                     |
|                               | Regierungschef Otmar Hasler                      | Otmar Hasler     | 5. April 2001 – 21. April 2005 1 | Unterland  | - Präsidium - Finanzen - Bauwesen - Familie und Chancengleichheit   |
| Regierungschef-Stellvertreter |                                                  |                  |                                  |            |                                                                     |
|                               | Regierungschef-Stellvertreterin Rita Kieber-Beck | Rita Kieber-Beck | 5. April 2001 – 21. April 2005 2 | Unterland  | - Justiz - Bildungswesen - Verkehr und Kommunikation                |
| Regierungsräte                |                                                  |                  |                                  |            |                                                                     |
|                               | Regierungsrat Hansjörg Frick                     | Hansjörg Frick   | 5. April 2001 – 21. April 2005   | Oberland   | - Wirtschaft - Gesundheit - Soziales                                |
|                               | Regierungsrat Alois Ospelt                       | Alois Ospelt     | 5. April 2001 – 21. April 2005   | Oberland   | - Inneres - Kultur - Sport - Umwelt, Raum, Land- und Waldwirtschaft |
|                               | Regierungsrat Ernst J. Walch                     | Ernst J. Walch   | 5. April 2001 – 21. April 2005   | Oberland   | - Äusseres                                                          |